# Dynamic Duets (Glee)
Dynamic Duet es el séptimo episodio de la cuarta temporada de la serie de televisión estadounidense musical Glee, y el septuagésimo tercer episodio en general. Escrita y dirigida por la serie cocreador Ian Brennan, que se emitió en Fox en los Estados Unidos el 22 de noviembre de 2012.
En "Dynamic Duet" Blaine crea el club de superhéroes para animarse. Dotty les comunica al coro que robaron el trofeo de las Nacionales. Finn inicia su periodo como director del coro con algunos problemas. Ryder y Kitty ingresan al club Glee y completan los 12 integrantes. Beiste ayuda a Finn. Blaine va a la Academia Dalton porque sabe que fueron los Warblers quienes robaron el trofeo. Blaine conoce al nuevo líder de los Warblers, Hunter Clarington. Hunter quiere reclutar a Blaine. Finn decide formar duetos para que los nuevos integrantes se conozcan. Jake y Ryder se pelean por el amor de Marley. Jake llama a Puck. Blaine se siente mal y decide regresar a la Academia Dalton. Jake descubre que Ryder es disléxico y decide ayudarlo. Sam convence a Blaine de quedarse en el Mckinley. Jake y Ryder se amigan. Ryder le deja el camino libre a Jake para estar con Marley. Blaine y Sam recuperan el trofeo.

## Argumento
Kity Wilde (Becca Tobin) y Ryder Lynn (Blake Jenner) se unen New Directions su trofeo Nationals es robado por Hunter Clarington (Nolan Gerard Funk), el nuevo capitán de la Academia Dalton Warblers. Blaine Anderson (Darren Criss) va a Dalton para recuperarlo. Allí, Hunter y Sebastian Smythe (Grant Gustin) intento de convencer a Blaine para volver a los Warblers. Después de cantar "Dark Side" de Kelly Clarkson con ellos, Blaine se convierte en conflicto acerca de su futuro. Mientras tanto, interino director del club glee Finn Hudson (Cory Monteith), luchando para convencer a New Directions a verlo como un líder, se inspira de McKinley High club de superhéroes, que varios miembros de New Directions son parte de, al crear una asignación de semana llamado "Dúos Dinámicos", en los que se ven obligados entre los enemigos a trabajar juntos, a fin de preparar el club por las Seccionales.
Jake Puckerman (Jacob Artist) y Ryder, que han estado compitiendo por Marley (Melissa Benoist) afectos de Marley Rose, son una de las parejas creadas por Finn y serenata a Marley con "Superman", pero terminan por entrar en una pelea en medio de su rendimiento. Finn luego les da otra misión: compartir sus miedos más profundos con otros. Jake finalmente admite que se siente inseguro sobre el ser de color y judío, mientras que Ryder admite que no puede leer correctamente. Jake le dice a Finn sobre esto, y Finn convence a Ryder a tomar una prueba, revelando que Ryder es disléxico. Él se dirige a un profesional y se inicia el tratamiento para mejorar su estudio.
Jake y Ryder se convierten en amigos, y Ryder después defiende Jake de deportistas que estaban planeando darle una paliza. En conflicto acerca de sus sentimientos por Marley, sabiendo que previamente rechazó sus avances y que Ryder está ahora interesado en ella, Jake llama a su medio hermano Noah "Puck" Puckerman (Mark Salling), quien está trabajando como artista de la calle en Los Ángeles , para pedir consejo. Puck aconseja a Jake a no renunciar a Marley, pero para jugar que se enfríe por ahora y dejar que venga a él.
Marley se empareja con Kitty, que convence a Marley que ella está poniendo en el peso con el fin de fomentar la bulimia de Marley.Kity pretende convertirse en amigo de Marley y cantan "Holding Out for a Hero". Cuando Ryder cancela su cita con Marley con el fin de prepararse para una reunión con el maestro especial, Kitty intenta convencer a Marley que Ryder está ignorando sus avances, pero su plan fracasa cuando Marley decide salir con Jake.
Creyendo que no pertenece a New Directions después de engañar a su novio Kurt Hummel, Blaine decide transferir a Dalton y reunirse con los Warblers. Al enterarse de esto, Sam Evans (Chord Overstreet) lo convence de que, a pesar de haber hecho algo malo, Blaine sigue siendo una buena persona y un miembro importante de New Directions. Después de realizar varias buenas acciones en toda la escuela, Blaine y Sam cantar "Heroes" de David Bowie y Blaine decide quedarse en la escuela McKinley. Vuelven a Dalton una vez más y robar de nuevo su trofeo.
Después de haber llevado con éxito el coro más estrecha con su misión, Finn es abrazado por los miembros de New Directions como un director competente. Más tarde se hacen un rendimiento del grupo de "Some Nights" en el auditorio de la escuela mientras que Finn los observa.

## Producción
Este es el segundo episodio, escrita y dirigido por el cocreador de Glee, Ian Brennan. Los miembros de la Academy Warblers de Dalton regresan en este episodio. Nolan Gerard Funk hace su debut como Hunter Clarington, el nuevo líder de los Warblers. El líder del año pasado,el personaje recurrente Sebastián Smythe (Grant Gustin), también aparece.
Otros personajes recurrentes en este episodio incluyen entrenador de fútbol Shannon Beiste (Dot-Marie Jones), los miembros Sugar Motta (Vanessa Lengies), Joe Hart (Samuel Larsen), Marley Rose (Benoist) y Jake Puckerman (Artista), porristas del gatito Wilde (Becca Tobin) y Becky Jackson (Lauren Potter), jugador de fútbol Ryder Lynn (Jenner) y almuerzo dama de McKinley y la madre de Marley señora Rose (Trisha Rae Stahl). Este es el primer episodio en el que Matthew Morrison no aparece como Will Schuester, y ambos Rachel Berry (Lea Michele) y Kurt Hummel (Chris Colfer) también están ausentes. Otros personajes principales ausentes del episodio incluyen Sue Sylvester (Jane Lynch), Mercedes Jones (Amber Riley), Santana Lopez (Naya Rivera), Mike Chang (Harry Shum, Jr.), y Wade "Unique" Adams (Alex Newell).